# Бодинар сир Вердон
Бодинар сир Вердон (фр. Baudinard-sur-Verdon) насеље је и општина у Француској у региону Прованса-Алпи-Азурна обала, у департману Вар која припада префектури Брињол.
По подацима из 2011. године у општини је живело 199 становника, а густина насељености је износила 9,06 становника/km². Општина се простире на површини од 21,97 km². Налази се на средњој надморској висини од 650 метара (максималној 785 m, а минималној 399 m).

## Демографија
| 1962. | 1968. | 1975. | 1982. | 1990. | 1999. | 2011. |
| ----- | ----- | ----- | ----- | ----- | ----- | ----- |
| 88    | 40    | 37    | 49    | 67    | 120   | 199   |

График промене броја становника у току последњих година